# Nacht in der Prärie
Nacht in der Prärie (Originaltitel Blood on the Moon) ist ein US-amerikanischer Western aus dem Jahr 1948 von Robert Wise, der in Deutschland auch unter dem Titel Gun Man lief. Robert Mitchum, Barbara Bel Geddes und Robert Preston sind in den Hauptrollen besetzt. Der Film wurde von RKO Pictures produziert und basiert auf der Erzählung Gunman’s Chance (deutscher Titel „Die Chance des Revolvermannes“) von Luke Short, die 1941 als Fortsetzungsroman in der The Saturday Evening Post erschien.
Auf der Seite WildwestFilme.de heißt es: „Robert Wises selten gezeigter Western um einen Mann, der sich zwischen Freundschaft und Moral entscheiden muss.“ Eines der US-amerikanischen Filmplakate enthielt den Leitspruch „A Woman’s Bullet kills as quick as a Man’s!“ (Die Kugel einer Frau tötet so schnell wie die eines Mannes!)

## Handlung
Jim Garry begegnet dem Viehhändler John Lufton, der das nahe gelegene Indianerreservat mit Vieh versorgt. Dies ist Luftons letzter Viehtrieb, da mit Jake Pindalest ein neuer Indianeragent eingesetzt worden ist, der ihm den Auftrag storniert hat. Lufton hat zudem Probleme mit dem Rancher Tate Riling, der ihm den Durchzug über sein Land verweigert. Jim erklärt sich dennoch bereit, für Lufton eine Nachricht an seine Töchter über ein Treffen zu überbringen.
Als Jim ankommt, wird er von Luftons jüngerer Tochter Amy unter Beschuss genommen. Die Nachricht liefert er bei der älteren Tochter Carol ab und reitet sodann zur Riling-Ranch. Tate ist ein alter Freund von Jim. Dieser plant, Luftons Herde zu einem Spottpreis zu erwerben, um sie danach an Pindalest weiterzuverkaufen. Jim, der mittellos ist, lässt sich zwar von Tate anwerben, hat aber kein sonderlich gutes Gefühl dabei.
Am nächsten Tag machen sich Amy und Carol auf den Weg zu dem von ihrem Vater beschriebenen Treffpunkt. Dort jedoch erwarten sie Tate, Jim und weitere Gefolgsleute des Ranchers. Amy beschuldigt Jim, einen falschen Ort in die Nachricht eingefügt zu haben. Carol, die in Tate verliebt ist, hat diesem jedoch den tatsächlichen Aufenthaltsort ihres Vaters verraten.
Jim, Tate und ihre Gefolgsleute greifen das Lager der Viehtreiber an und verursachen eine Stampede. In dem entstandenen Chaos wird einer von Luftons Cowboys zu Tode getrampelt, einer von Tates Männern, Fred Barden, erschossen. Jim informiert Freds Vater Kris, einen von Tates Unterstützern, vom Tod seines Sohnes. In der nahen Stadt rettet Jim John Lufton vor den beiden Revolvermännern Frank Reardon und Joe Shotten, die für Tate arbeiten. Amy bittet Jim um Verzeihung für ihre Anschuldigungen.
In einem Saloon trifft Jim auf Tate, der von ihm verlangt, Lufton sein Kaufangebot zu unterbreiten. Jim ist angewidert von Tates Habgier und weigert sich. Es kommt zu einem Faustkampf, den Jim für sich entscheidet. Reardon will den total erschöpften Jim erschießen, wird aber von Kris Barden, der den Saloon mit einem Gewehr betritt, daran gehindert.
Während Amy sich um Jims Verletzungen kümmert, schlägt dieser Lufton vor, sich um Pindalest zu kümmern, so dass Lufton seine dezimierten Viehbestände rechtzeitig auffüllen kann. Lufton vermutet, dass Jim den Agenten töten will und lehnt ab. Jim verlässt die Ranch, doch Amy eilt ihm nach und überzeugt ihn, seinen Plan durchzuziehen.
Jim sucht Pindalest auf und erzählt ihm, dass Tate für die Rinder weitere 3000 Dollar haben wolle. Pindalest muss dafür in die Stadt und wird auf dem Weg dorthin von Jim festgesetzt. Am nächsten Morgen setzt ein Schneesturm ein. Jim wird von einem Indianer, der für Tate arbeitet, angegriffen und mit dem Messer verletzt. Zwar kann Jim den Angreifer überwältigen, doch Pindalest kann entkommen. Jim flüchtet zu Kris Barden, auch Amy trifft dort kurz darauf ein.
Tate und seine Männer greifen Kris Wardens Ranch an. Während der Kampf noch tobt, gesteht Amy Jim ihre Liebe. Jim kann Reardon ausschalten und Pindalest gefangen nehmen. Der verwundete Tate stirbt in den Armen seines ehemaligen Freundes. Jim und Amy informieren Lufton über ihre Heiratsabsichten.

## Produktion

### Produktionsnotizen
Gedreht wurde der Film von Mitte Februar bis Mitte April 1948 in Arizona und New Mexico.
Die diesem Film zu Grunde liegende Erzählung „Blood on the Moon“ erschien in Deutschland 1950 unter dem Titel „Die Chance des Revolvermannes“ im Olympia-Verlag, Nürnberg.
Nachdem Robert Mitchum für seine Schlüsselrolle in dem Kriegsfilm Schlachtgewitter am Monte Cassino (1945) eine Oscarnominierung erhalten hatte, wurde er in der Branche hoch gehandelt. RKO war so beeindruckt von ihm, dass man bereit war, David O. Selznick 12.500 Dollar pro Woche, bei einer zehnwöchigen Drehdauer, zu zahlen, um sich die Dienste des Schauspielers zu sichern. Mitchum hatte auch einen Vertrag mit Selznicks Vanguard Production. Das Studio war gerade an der Reihe, Mitchum in einem Film einzusetzen. Regisseur Wise bezeichnete Blood on Moon immer als seinen ersten großen Spielfilm, ließ aber durchblicken, dass er das Western-Genre eigentlich nicht gemocht habe. Selbst eine Verhaftung und kurze Inhaftierung im Jahr 1948 wegen Besitzes von Marihuana konnte Mitchums weitere Karriere nicht stoppen.
Die Hollywood Citizen-News berichteten in ihrer Ausgabe im Juni 1947, dass James Stewart die Hauptrolle im Film habe spielen sollen. The Hollywood Reporter führte aus, dass der von Short gekaufte Roman von RKO jahrelang wegen Drehbuchproblemen zurückgestellt worden sei. Wise und Produzent Theron Warth hätten die Geschichte jedoch gemocht und RKO dazu gebracht, einer Verfilmung durch sie zuzustimmen, wenn sie die Drehbuchprobleme würden lösen können.

### Stab und Besetzung
Albert S. D’Agostino und Walter E. Keller waren die Filmarchitekten, Darrell Silvera und James Altwies die Ausstatter. Edward Stevenson war für die Kostüme verantwortlich.
In kleinen Nebenrollen traten Harry Carey jr. als Cowboy, Iron Eyes Cody als Indianer Toma und Chris-Pin Martin als Barkeeper auf. Tom Keene nutzte bei diesem Film das Pseudonym „Richard Powers“.

### Synchronisation
| Rolle          | Schauspieler   | Deutscher Synchronsprecher |
| -------------- | -------------- | -------------------------- |
| Jim Garry      | Robert Mitchum | Ernst Konstantin           |
| Tate Riling    | Robert Preston | Erich Fiedler              |
| Kris Barden    | Walter Brennan | Walter Werner              |
| Jack Pindalest | Frank Faylen   | Friedrich Joloff           |
| John Lufton    | Tom Tully      | Alfred Haase               |

### Veröffentlichung
Die Premiere des Films fand am 9. November 1948 in New York statt, der allgemeine Kinostart in den USA erfolgte am 21. November 1948. In der Bundesrepublik Deutschland kam der Film am 16. September 1952 unter dem Titel Nacht in der Prärie Untertitel Gefährliche Fracht in die Kinos.
In Kanada wurde der Film im Dezember 1948 veröffentlicht, in Mexiko, Australien, Schweden, im Vereinigten Königreich und in Italien im Jahr 1949 und im Jahr 1950 in den Niederlanden, Dänemark, Finnland, Frankreich, Portugal und in Südafrika (Johannesburg und Durban). In Österreich lief er 1951 unter dem Titel Nacht in der Prärie und dem Alternativtitel Gefährliche Fracht an und in Kapstadt in Südafrika im Januar 1951. Veröffentlicht wurde der Film zudem in Brasilien, Griechenland, Ungarn, Japan, Norwegen, Polen, Rumänien, in der Sowjetunion, in Spanien und in Venezuela.

## Kritiken
Das Lexikon des internationalen Films zeigte sich angetan: „Harter, handlungsreicher Western, der die historischen Konflikte um Grund und Boden nach dem Bürgerkrieg kompetent und relativ realistisch darstellt.“
Die Filmzeitschrift Cinema befand: „Ohne Pathos und Wild-west-Romantik schildert Robert Wise („Bis das Blut gefriert“) den Kampf ums Weideland.“ Das Fazit der Zeitschrift: „Virtuoses Frühwerk eines späteren Meisters.“
Levin Günther von Moviebreak zeigte sich begeistert. Er lobte den Film als stilsicher inszeniert. Sein Fazit: „‚Mit Blood on the Moon‘ hat Robert Wise einen einmaligen Hybrid geschaffen, der das Westerngenre gekonnt mit Stilelementen des Film Noir verknüpft. Die Decken hängen tief, die Zimmer bieten viele schattige Ecken und Winkel. Wise kann beides vereinen, ohne auch nur eines zu verraten oder zum Ausverkauf freizugeben. Herausragendes Aushängeschild: Die atmosphärischen Bilder des Kameramannes Nicolas Musuracas, der die Dunkelheit zur einzigen Konstante, zum einzigen Ort der Wahrheit erklärt. Unwiderstehliche Bilder, die einer altbekannten Geschichte neues Leben einhauchen.“
Der TV Guide beschrieb den Film als straffen und gut gefertigten Western für Erwachsene, genauso melancholisch und düster wie Mitchums faszinierende Persönlichkeit.
Auf der Seite Film Noir hieß es, der Film zeige nicht nur „einen durchweg guten Hauptdarsteller Robert Mitchum, sondern punkte auch in Kombination mit Kameralegende Nicholas Musucara und auch mit seiner Erzählung selbst und mit einer dynamischen Inszenierung“. Im Film sei der „‚Wilde Westen‘ windig und dreckig und öde, seine Nächte“ seien „so schwarz wie die Herzen seiner Bewohner“. Während „die Frauenfiguren halbwegs gepflegt“ daherkämen, zeige der Film „die Herren verschwitzt, unrasiert und auch nicht mit den sonst so typischen Fönfrisuren, wo selbst in der Prärie jedes Haar am Platz“ sei. All das sorge „für einen Gutteil der Glaubwürdigkeit jener Geschichte, der die stets uneindeutigen Charaktere, geprägt vone einer Vergangenheit voller Schatten, ihr Flair verleihen“ würden. „Ein Faustkampf in einer nächtlichen Cantina“ sei „von einer für die Zeit ungewöhnlichen Härte; eine in Panik fallende Rinderherde“ lasse „die Leinwand erzittern“. Im Film sei „die Gewalt ebenso brutal wie allgegenwärtig“.
Rob Nixon schrieb bei TCM, dass dieser Film sich für Mitchum als die richtige Wahl erwiesen habe, da er mit seinem moralisch zweideutigen Image gespielt habe. In der dunklen, schattigen Natur seines Looks, der Charaktere und der Thematik ähnele der Film eher der Film Noir-Arbeit, durch die sich Mitchum und Regisseur Wise zu dieser Zeit ausgezeichnet hätten. Nixon meinte, angesichts des Hintergrunds von Regisseur, Star und Produktionsteam sei es keine Überraschung gewesen, dass Blood on the Moon eher eine angespannte psychologische Studie als ein Epos des Open-Air-Westerns gewesen sei, zumal Kameramann Nicholas Musuraca ein Veteran solcher düsteren Thriller wie Goldenes Gift und The Locket, beide mit Mitchum, gewesen sei. In Zusammenarbeit mit Albert D’Agostino und Walter E. Keller habe Musuraca ein Gefühl klaustrophobischer Spannung mit seinen Aufnahmen in Innenräumen mit niedrigen Decken und einem kontrastreichen Hell-Dunkel-Spiel erschaffen, nichts davon sei typisch für Western. Der Film sei gut, kritisch und kommerziell.
Zeitgenössische Rezensenten lobten den Faustkampf gegen Ende des Films als markanteste Szene im ganzen Film. So schrieb der Kritiker von Hollywood Citizen-News, dass der Faustkampf das Beste sei, was Blood on the Moon zu bieten habe, während in der Rezension der New York Times festgestellt wurde, dass der Kampf vor allem wilde Instinkte befriedige, während andererseits aber auch darauf hingewiesen wurde, dass Wise, ein relativer Neuling in den Reihen der Regisseure, es geschafft habe, die Atmosphäre dieses behäbigen Films mit drohender Gewalt aufzuladen.